# Dom Kultury Polskiej w Wilnie
Dom Kultury Polskiej w Wilnie (lit. Vilniaus lenkų kultūros namai) – polonijna instytucja  kultury założona w 1998 roku. Mieści się w Wilnie przy ulicy Naugarduko 76.

## Historia i działalność
Kamień węgielny pod budowę Domu Polskiego w Wilnie wbudowali obywatele Litwy i Polski w 1998 roku. Placówka, będąca własnością Fundacji Dobroczynności i Pomocy „Dom Kultury Polskiej w Wilnie”, powołanej przez  Senat RP, założycielami której były Stowarzyszenie „Wspólnota Polska” oraz wileński oddział miejski Związku Polaków na Litwie, zaczęła swoją pracę w 2001. Wielkim zwolennikiem budowy Domu Polskiego w Wilnie był prezes „Wspólnoty Polskiej”, profesor Andrzej Stelmachowski.
W chwili obecnej Dom Kultury Polskiej w Wilnie uważany jest za największą polską placówką kulturalną poza granicami Polski. Jego główną misję stanowi promocja kultury polskiej, historii oraz pielęgnowanie dziedzictwa narodowego poprzez edukację. W domu odbywają się koncerty, festiwale, spektakle, spotkania autorskie, projekcje filmowe, konferencje popularno-naukowe, jak również wydarzenia okolicznościowe. Obchodzone są polskie święta narodowe. Odbywają się także półkolonie dla dzieci.
W Domu Kultury Polskiej mieści się redakcja TVP Wilno, a także przedstawicielstwa licznych organizacji polskich na Wileńszczyźnie, wśród nich Związku Polaków na Litwie, Akcji Wyborczej Polaków na Litwie-Związku Chrześcijańskich Rodzin, Centrum Kultury Polskiej na Litwie im. Stanisława Moniuszki, Polski Teatr w Wilnie, księgarnia „Elephas”, Polskie Stowarzyszenie Medyczne na Litwie, Społeczny Komitet Opieki nad Starą Rossą, Stowarzyszenie Naukowców Polaków Litwy.
W 2023 roku zakończyła się budowa trzeciego skrzydła Domu Kultury Polskiej, które pomieściło m.in. Studio TVP Wilno, dwupoziomowy parking, salę koncertowo-teatralną i kawiarnię. Budowa nowego skrzydła Domu Kultury Polskiej w Wilnie została zrealizowana dzięki pomocy finansowej Ministerstwa Spraw Zagranicznych RP.  Oficjalne otwarcie odbyło się 2 maja 2023 z udziałem m.in. premiera Mateusza Morawieckiego i szefowej rządu Litwy Ingridy Šimonytė.
Dyrektorem Domu Polskiego w Wilnie jest od 2001 roku Artur Ludkowski. W 2016 roku zatrudnionych było tutaj około 35-40 osób, w tym personel techniczny. Przy Domu Polskim działał hotel i restauracja. Budynek do czasu powiększenia w 2023 roku liczył 6 tysięcy metrów kwadratowych.